# Ammophila vulcania
Ammophila vulcania es una especie de avispa del género Ammophila, familia Sphecidae.

## Taxonomía
Fue descrito por primera vez en 1897 por Du Buysson.